# Dong’an (Mudanjiang)
Der Stadtbezirk Dong’an (东安区,  Dōng’ān Qū) ist ein Stadtbezirk der bezirksfreien Stadt Mudanjiang in der Provinz Heilongjiang in der Volksrepublik China. Er hat eine Fläche von 580 km² und zählt 221.194 Einwohner (Stand: Zensus 2020). 

## Administrative Gliederung
Auf Gemeindeebene setzt sich der Stadtbezirk aus fünf Straßenvierteln zusammen. 